# Thomond
Thomond (iriska: Tuadh Mumhan, Norra Munster), ibland kallat County Thomond, var ett antikt kungadöme på Irland vilket inkluderade det som idag kallas grevskapet Clare och under en tid även delar av Kerry, Limerick, Offaly och Tipperary.
Namnet Thomond används fortfarande på Irland, bland annat har det funnits det en skola som bar namnet Thomond College of Education i staden Limerick. Skolan tillhör idag Limericks universitet. Det finns även en park i Limerick som kallas Thomond Park och företeelser som Thomondgate och Thomond Bridge finns även de i Limerick.
Thomand var även en irländsk biltillverkare från huvudstaden Dublin. Företaget producerade fyra bilar från 1925 till 1933. Företaget överlevde inte den stora depressionen.